# Osvaldo Tarantino
Osvaldo Tarantino (Buenos Aires, Argentina, 6 de junio de 1927 - 10 de septiembre de 1991) fue un pianista, compositor y director de orquesta argentino, de tango y jazz fusión con tango.
En los años cuarenta, tocó con el grupo «Los pregoneros de América», de Almílcar Neira y Tito Vila, además de con las orquestas de Pedro Maffia y Edgardo Donato. Después, ya en los años cincuenta, viajó a Japón con Juan Cánaro, y con Héctor Varela estuvo en Estados Unidos, Venezuela y Colombia. En los años sesenta, aparte de sus propios grupos, estuvo en el sexteto de Astor Piazzolla, y con la orquesta de Alberto Marino (1968-1969).
Volverá en 1972 con Piazzolla, y dos años más tarde con Raúl Garello, con quien actuará habitualmente en «El Viejo Almacén». Grabó discos a dúo con Osvaldo Berlingieri, y trabajó con Julio Ahumada, Néstor Marconi y Roberto Goyeneche, entre otros muchos músicos argentinos de tango.
Su estilo pianístico, influenciado por Art Tatum y Teddy Wilson, aportaba un factor de swing a las interpretaciones de tango, que le hicieron fácilmente reconocible. Con sus grupos, realizó grabaciones de jazz latino, en las que el tango era la referencia básica.